# William De Vaulle
William De Vaulle (né le 12 décembre 1870 à San Francisco, en Californie, et mort le 4 juin 1945 à Hollywood, en Californie) est un acteur américain de cinéma de la période du muet.
Il est présent dans les génériques sous de nombreux noms alternatifs  : William P. De Vaul, William De Vaul, William P. De Vaull, William P. De Vaulle, William De Vaulle, William P. DeVaul, William Devall, William P. Devaull, William P. Du Vaull, William Du Vaull, B. DuVaul, William Duvall, William Duvalle, William de Vaull.

## Filmographie
- 1915 As in the Days of Old de Francis Powers
- 1915 Her Fairy Prince : Procureur Vane
- 1915 The Mystic Jewel de Jack Conway
- 1915 The Healers
- 1915 The Old Batch
- 1915 Naissance d'une nation (The Birth of a Nation) de D. W. Griffith : Nelse
- 1916 Big Tremaine de Henry Otto : John Nolan
- 1916 Diane of the Follies  de Christy Cabanne : Maître d'hôtel
- 1916 An Innocent Magdalene de Allan Dwan : Le vieux Joe
- 1917 The Late Lamented de Harry Williams
- 1917 The Haunted Pajamas de Fred J. Balshofer : Colonel Kirkland
- 1918 With Hoops of Steel de Eliot Howe : Jim Harlin
- 1918 The Treasure of the Sea de Frank Reicher : Harris
- 1919 The Prince and Betty de Robert Thornby : Crump
- 1919 Poor Relations de King Vidor : "Pa" Perkins (sous le nom de William Du Vaull)
- 1919 La Loi des montagnes (Blind Husbands) d'Erich von Stroheim
- 1919 Dangerous Waters de Park Frame et Joseph Franz : Judson (sous le nom de William P. De Vaull)
- 1919 Better Times de King Vidor : Si Whittaker
- 1919 The Shepherd of the Hills (en) de Louis F. Gottschalk et Harold Bell Wright (en) : Docteur (sous le nom de William P. Du Vaull)
- 1919 What Every Woman Wants de Jesse D. Hampton : Norman
- 1919 The Long Lane's Turning de Louis William Chaudet : Jubilee (sous le nom de William De Vaul)
- 1919 Life's a Funny Proposition de Thomas N. Heffron : Jiggs (sous le nom de B. DuVaul)
- 1920 Girls Don't Gamble de Fred J. Butler : M. Cassidy
- 1921 Hole in the Wall (en) de Maxwell Karger : Deagon
- 1921 : Trailin' de Lynn Reynolds : Glendon (non crédité)
- 1922 White Shoulders de Tom Forman : Oncle Enoch
- 1922 In the Days of Buffalo Bill de Edward Laemmle : Edwin M. Stanton
- 1922 Bing Bang Boom de Fred J. Butler : Le maire (sous le nom de William Duvall)
- 1923 Kentucky Days de David Soloman : Scipio
- 1923 : Un nouveau Napoléon (Tea: With a Kick!) de Erle C. Kenton : Napoleon
- 1923 Around the World in Eighteen Days de B. Reeves Eason et Robert F. Hill : Jiggs (sous le nom de William P. DeVaul)
- 1925 Lights of Old Broadway de Monta Bell : Maître d'hôtel de De Rhonde
- 1925 The Ace of Spades de Henry MacRae : Napoléon Bonaparte
- 1927 In the First Degree de Phil Rosen : Maître d'hôtel